# Grain Valley (Missouri)
Grain Valley ist eine Stadt innerhalb des Jackson County im Westen des US-Bundesstaates Missouri und liegt in der Metropolregion Kansas City. Das U.S. Census Bureau hat bei der Volkszählung 2020 eine Einwohnerzahl von 15.627 ermittelt.

## Geschichte
Grain Valley wurde in den 1870er Jahren gegründet. Die Stadt wurde nach dem allgemeinen Charakter der getreideproduzierenden Region benannt. Ein Postamt mit dem Namen Grain Valley ist seit 1879 in Betrieb. Grain Valley wurde hauptsächlich von ehemaligen Bewohnern und Geschäftsinhabern von Pink Hill in Missouri gegründet, die in dieses Gebiet zogen, nachdem die Chicago and Alton Railroad 1878 eine Eisenbahnlinie durch dieses Gebiet baute und dabei die ehemalige Gemeinde Pink Hill umging. Die Stadtbewohner wollten die Vorteile des Handels nutzen, die die Eisenbahn in dieser Ära bieten würde.

## Demografie
Nach einer Schätzung von 2019 leben in Grain Valley 14.526 Menschen. Die Bevölkerung teilt sich im selben Jahr auf in 89,0 % Weiße, 1,5 % Afroamerikaner, 0,9 % amerikanische Ureinwohner, 0,3 % Asiaten und 5,4 % mit zwei oder mehr Ethnizitäten. Hispanics oder Latinos aller Ethnien machten 5,7 % der Bevölkerung aus. Das mittlere Haushaltseinkommen lag bei 73.698 US-Dollar und die Armutsquote bei 4,9 %.
| Jahr | Einwohner¹ |
| ---- | ---------- |
| 1960 | 348        |
| 1970 | 552        |
| 1980 | 709        |
| 1990 | 1.327      |
| 2000 | 5.160      |
| 2010 | 12.854     |
| 2020 | 15.627     |

¹ 1950 – 2020: Volkszählungsergebnisse